# Terma Polana Szymoszkowa
Die Terma Polana Szymoszkowa, auch Kąpielisko Termlane Polana Szymoszkowa genannt, ist ein seit dem Jahr 2007 eröffnetes Thermalbad in Zakopane am Fuße der polnischen Hohen Tatra in der Region Podhale in der Woiwodschaft Kleinpolen, dem Powiat Tatrzański. Es liegt im Stadtzentrum von Zakopane am Südhang des Zakopaner Hausberges Gubałówka.

## Beschreibung
Die Region Podhale am Fuße der Tatra ist reich an Thermalquellen. Hier ist das Vorkommen von Thermalquellen am dichtesten in Polen und mit am dichtesten in Europa. Die unterirdischen Thermalgewässer reichen von Podhale bis in die Slowakei und nach Budapest in Ungarn. Die Nutzung der Thermalquellen in Polen hat jedoch erst am Anfang des 21. Jahrhunderts begonnen. Die Terma Polana Szymoszkowa ist eine der vielen Thermen, die in den letzten Jahren in Podhale entstanden sind.
Das mineralhaltige Thermalwasser wird aus dem Bohrloch Szymoszkowa GT1 gefördert. Das geförderte Thermalwasser ist 30 °C warm.  Es wird aufgrund seines Mineralgehalts (Kalium, Kalk, Magnesium und Natrium) zu medizinischen Zwecken genutzt.
Das Thermalbad hat zwei große Becken im Freibadbereich, mehrere Wasserrutschen und mehrere Spielfelder. Zum Thermalbad gehört auch das Luxushotel Hotel Mercure-Kasprowy und das Skigebiet Polana Szymoszkowa. Vom Becken ist das Massiv des Giewont gut zu sehen. Unterhalb der Therme fließt der Gebirgsbach Cicha Woda Zakopiańska.